# Campeonato Europeo de Natación en Piscina Corta de 2021
El XXI Campeonato Europeo de Natación en Piscina Corta se celebró en Kazán (Rusia) entre el 2 y el 7 de noviembre de 2021 bajo la organización de la Liga Europea de Natación (LEN) y la Federación Rusa de Natación.
Las competiciones se realizaron en el Palacio de Deportes Acuáticos de la ciudad rusa.

## Resultados

### Masculino
| Evento                   | Oro                                                                                        | Plata                                                                                     | Bronce                                                                                       |
| ------------------------ | ------------------------------------------------------------------------------------------ | ----------------------------------------------------------------------------------------- | -------------------------------------------------------------------------------------------- |
| 50 m libre (04.11)       | Szebasztián Szabó · Hungría · 20,72                                                        | Lorenzo Zazzeri · Italia · 20,84                                                          | Paweł Juraszek · Polonia · Vladimir Morozov · Rusia · 20,95                                  |
| 100 m libre (07.11)      | Kliment Kolesnikov · Rusia · 45,58                                                         | Alessandro Miressi · Italia · 45,84                                                       | Vladislav Griniov · Rusia · 46,06                                                            |
| 200 m libre (06.11)      | David Popovici · Rumania · 1:42,12                                                         | Luc Kroon · Países Bajos · 1:42,20                                                        | Stan Pijnenburg · Países Bajos · 1:42,51                                                     |
| 400 m libre (02.11)      | Luc Kroon · Países Bajos · 3:38,33                                                         | Matteo Ciampi · Italia · 3:38,58                                                          | Marco De Tullio · Italia · 3:38,80                                                           |
| 800 m libre (07.11)      | Gregorio Paltrinieri · Italia · 7:27,94                                                    | Florian Wellbrock · Alemania · 7:27,99                                                    | Sven Schwarz · Alemania · 7:33,85                                                            |
| 1500 m libre (04.11)     | Florian Wellbrock · Alemania · 14:09,88                                                    | Gregorio Paltrinieri · Italia · 14:13,07                                                  | Sven Schwarz · Alemania · 14:26,24                                                           |
| 50 m espalda (03.11)     | Kliment Kolesnikov · Rusia · 22,47                                                         | Michele Lamberti · Italia · 22,65                                                         | Robert Glință · Rumania · 22,74                                                              |
| 100 m espalda (05.11)    | Kliment Kolesnikov · Rusia · 49,13                                                         | Robert Glință · Rumania · 49,31                                                           | Apóstolos Jristu · Grecia · 49,87                                                            |
| 200 m espalda (07.11)    | Radosław Kawęcki · Polonia · 1:48,46                                                       | Lorenzo Mora · Italia · 1:49,73                                                           | Michele Lamberti · Italia · 1:50,26                                                          |
| 50 m braza (07.11)       | Ilia Shymanovich · Bielorrusia · 25,25 RM                                                  | Emre Sakçı Turquía 25,39                                                                  | Nicolò Martinenghi · Italia · 25,54                                                          |
| 100 m braza (04.11)      | Nicolò Martinenghi · Italia · 55,63                                                        | Ilia Shymanovich · Bielorrusia · 55,77                                                    | Arno Kamminga · Países Bajos · 55,79                                                         |
| 200 m braza (06.11)      | Ilia Shymanovich · Bielorrusia · 2:01,73                                                   | Arno Kamminga · Países Bajos · 2:01,74                                                    | Mijail Dorinov · Rusia · 2:02,07                                                             |
| 50 m mariposa (06.11)    | Szebasztián Szabó · Hungría · 21,75 RM                                                     | Matteo Rivolta · Italia · 22,14                                                           | Thomas Ceccon · Italia · 22,24                                                               |
| 100 m mariposa (03.11)   | Szebasztián Szabó · Hungría · 49,68                                                        | Michele Lamberti · Italia · 49,79                                                         | Jakub Majerski · Polonia · 49,86                                                             |
| 200 m mariposa (05.11)   | Alberto Razzetti · Italia · 1:50,24                                                        | Kristóf Milák · Hungría · 1:51,11                                                         | Yegor Pavlov · Rusia · 1:51,81                                                               |
| 100 m estilos (07.11)    | Marco Orsi · Italia · 50,95                                                                | Andreas Vazaíos · Grecia · 51,72                                                          | Bernhard Reitshammer · Austria · 51,91                                                       |
| 200 m estilos (05.11)    | Andreas Vazaíos · Grecia · 1:51,70                                                         | Thomas Ceccon · Italia · 1:52,49                                                          | Alberto Razzetti · Italia · 1:52,75                                                          |
| 400 m estilos (07.11)    | Ilia Borodin · Rusia · 3:58,53                                                             | Alberto Razzetti · Italia · 4:00,34                                                       | Hubert Kós · Hungría · 4:03,16                                                               |
| 4 × 50 m libre (02.11)   | Países Bajos · Jesse Puts · Stan Pijnenburg · Kenzo Simons · Thom de Boer · 1:22,89        | Italia · Alessandro Miressi · Thomas Ceccon · Lorenzo Zazzeri · Marco Orsi · 1:22,92      | Rusia · Vladimir Morozov · Vladislav Griniov · Yevgueni Rylov · Kliment Kolesnikov · 1:23,35 |
| 4 × 50 m estilos (03.11) | Italia · Michele Lamberti · Nicolò Martinenghi · Marco Orsi · Lorenzo Zazzeri · 1:30,14 RM | Rusia · Kliment Kolesnikov · Oleg Kostin · Vladimir Morozov · Vladislav Griniov · 1:30,79 | Países Bajos · Stan Pijnenburg · Arno Kamminga · Jesse Puts · Thom de Boer · 1:32,16         |

### Femenino
| Evento                   | Oro                                                                                         | Plata                                                                                    | Bronce                                                                                           |
| ------------------------ | ------------------------------------------------------------------------------------------- | ---------------------------------------------------------------------------------------- | ------------------------------------------------------------------------------------------------ |
| 50 m libre (03.11)       | Sarah Sjöström · Suecia · 23,12                                                             | Katarzyna Wasick · Polonia · 23,49                                                       | Mariya Kameneva · Rusia · 23,72                                                                  |
| 100 m libre (05.11)      | Sarah Sjöström · Suecia · 51,26                                                             | Katarzyna Wasick · Polonia · 51,58                                                       | Marrit Steenbergen · Países Bajos · 51,92                                                        |
| 200 m libre (07.11)      | Marrit Steenbergen · Países Bajos · 1:52,75                                                 | Barbora Seemanová · República Checa · 1:53,58                                            | Katja Fain Eslovenia 1:53,88                                                                     |
| 400 m libre (07.11)      | Anastasiya Kirpichnikova · Rusia · 3:59,18                                                  | Anna Yegorova · Rusia · 4:00,52                                                          | Isabel Marie Gose · Alemania · 4:01,37                                                           |
| 800 m libre (03.11)      | Anastasiya Kirpichnikova · Rusia · 8:04,65                                                  | Simona Quadarella · Italia · 8:10,54                                                     | Isabel Marie Gose · Alemania · 8:10,60                                                           |
| 1500 m libre (05.11)     | Anastasiya Kirpichnikova · Rusia · 15:18,30                                                 | Simona Quadarella · Italia · 15:34,16                                                    | Martina Caramignoli · Italia · 15:37,33                                                          |
| 50 m espalda (05.11)     | Kira Toussaint · Países Bajos · 25,79                                                       | Analia Pigrée Francia 26,08                                                              | Maaike de Waard · Países Bajos · 26,11                                                           |
| 100 m espalda (06.11)    | Kira Toussaint · Países Bajos · 55,76                                                       | Maaike de Waard · Países Bajos · 55,86                                                   | Analia Pigrée Francia 56,40                                                                      |
| 200 m espalda (04.11)    | Kira Toussaint · Países Bajos · 2:01,26                                                     | Margherita Panziera · Italia · 2:02,05                                                   | Lena Grabowski · Austria · 2:04,74                                                               |
| 50 m braza (07.11)       | Arianna Castiglioni · Italia · 29,66                                                        | Benedetta Pilato · Italia · 29,75                                                        | Nika Godun · Rusia · 29,85                                                                       |
| 100 m braza (03.11)      | Martina Carraro · Italia · 1:04,01                                                          | Eneli Jefimova · Estonia · Yevgueniya Chikunova · Rusia · 1:04,25                        | —                                                                                                |
| 200 m braza (05.11)      | Yevgueniya Chikunova · Rusia · 2:16,88                                                      | Mariya Temnikova · Rusia · 2:18,45                                                       | Francesca Fangio · Italia · 2:19,69                                                              |
| 50 m mariposa (07.11)    | Sarah Sjöström · Suecia · 24,50                                                             | Maaike de Waard · Países Bajos · 24,97                                                   | Silvia Di Pietro · Italia · Anna Dundunaki · Grecia · 25,09                                      |
| 100 m mariposa (06.11)   | Sarah Sjöström · Suecia · 55,84                                                             | Anna Dundunaki · Grecia · Nastassia Shkurdái · Bielorrusia · 56,35                       | —                                                                                                |
| 200 m mariposa (04.11)   | Svetlana Chimrova · Rusia · 2:04,97                                                         | Helena Bach Dinamarca 2:05,02                                                            | Ilaria Bianchi · Italia · 2:05,43                                                                |
| 100 m estilos (04.11)    | Alicja Tchórz · Polonia · 57,82                                                             | Mariya Kameneva · Rusia · 57,83                                                          | Sarah Sjöström · Suecia · 58,05                                                                  |
| 200 m estilos (06.11)    | Anastasia Gorbenko Israel 2:05,17                                                           | Maria Ugolkova · Suiza · 2:06,41                                                         | Viktoriya Zeynep Güneş Turquía 2:07,67                                                           |
| 400 m estilos (02.11)    | Viktoriya Zeynep Güneş Turquía 4:30,45                                                      | Anja Crevar · Serbia · Sara Franceschi · Italia · 4:30,47                                | —                                                                                                |
| 4 × 50 m libre (02.11)   | Rusia · Rozaliya Nasretdinova · Arina Surkova · Mariya Kameneva · Daria Klepikova · 1:34,92 | Países Bajos · Kim Busch · Maaike de Waard · Kira Toussaint · Valerie van Roon · 1:35,47 | Polonia · Katarzyna Wasick · Kornelia Fiedkiewicz · Dominika Sztandera · Alicja Tchórz · 1:35,94 |
| 4 × 50 m estilos (04.11) | Rusia · Mariya Kameneva · Nika Godun · Arina Surkova · Daria Klepikova · 1:44,19            | Suecia · Hanna Rosvall · Emelie Fast · Sara Junevik · Sarah Sjöström · 1:44,32           | Italia · Silvia Scalia · Arianna Castiglioni · Elena Di Liddo · Silvia Di Pietro · 1:44,46       |

### Mixto
| Evento                   | Oro                                                                                         | Plata                                                                                             | Bronce                                                                                 |
| ------------------------ | ------------------------------------------------------------------------------------------- | ------------------------------------------------------------------------------------------------- | -------------------------------------------------------------------------------------- |
| 4 × 50 m libre (06.11)   | Países Bajos · Jesse Puts · Thom de Boer · Maaike de Waard · Kim Busch · 1:28,93            | Italia · Alessandro Miressi · Lorenzo Zazzeri · Silvia Di Pietro · Costanza Cocconcelli · 1:29,40 | Polonia · Paweł Juraszek · Jakub Majerski · Alicja Tchórz · Katarzyna Wasick · 1:29,46 |
| 4 × 50 m estilos (07.11) | Países Bajos · Kira Toussaint · Arno Kamminga · Maaike de Waard · Thom de Boer · 1:36,18 RM | Italia · Michele Lamberti · Nicolò Martinenghi · Elena Di Liddo · Silvia Di Pietro · 1:36,39      | Rusia · Kliment Kolesnikov · Oleg Kostin · Arina Surkova · Mariya Kameneva · 1:36,42   |

## Medallero
| Núm. | País            | Oro | Plata | Bronce | Total |
| ---- | --------------- | --- | ----- | ------ | ----- |
| 1    | Rusia           | 11  | 5     | 8      | 24    |
| 2    | Países Bajos    | 8   | 5     | 5      | 18    |
| 3    | Italia          | 7   | 18    | 10     | 35    |
| 4    | Suecia          | 4   | 1     | 1      | 6     |
| 5    | Hungría         | 3   | 1     | 1      | 5     |
| 6    | Polonia         | 2   | 2     | 4      | 8     |
| 7    | Bielorrusia     | 2   | 2     | 0      | 4     |
| 8    | Grecia          | 1   | 2     | 2      | 5     |
| 9    | Alemania        | 1   | 1     | 4      | 6     |
| 10   | Rumania         | 1   | 1     | 1      | 3     |
| 10   | Turquía         | 1   | 1     | 1      | 3     |
| 12   | Israel          | 1   | 0     | 0      | 1     |
| 13   | Francia         | 0   | 1     | 1      | 2     |
| 14   | Dinamarca       | 0   | 1     | 0      | 1     |
| 14   | Estonia         | 0   | 1     | 0      | 1     |
| 14   | República Checa | 0   | 1     | 0      | 1     |
| 14   | Serbia          | 0   | 1     | 0      | 1     |
| 14   | Suiza           | 0   | 1     | 0      | 1     |
| 19   | Austria         | 0   | 0     | 2      | 2     |
| 20   | Eslovenia       | 0   | 0     | 1      | 1     |
|      | TOTAL           | 42  | 45    | 41     | 128   |